# Pseudodinera spinigera
Pseudodinera spinigera är en tvåvingeart som först beskrevs av Thomson 1869.  Pseudodinera spinigera ingår i släktet Pseudodinera och familjen parasitflugor. Inga underarter finns listade i Catalogue of Life.